# Guan Xin
Guan Xin (關馨T, 关馨S, Guān XīnP; Jilin, 24 gennaio 1987) è un'ex cestista cinese.

## Carriera
Con la Cina ha vinto l'oro ai FIBA Asia Championship for Women 2009 e FIBA Asia Championship for Women 2011, oltre all'argento ai FIBA Asia Championship for Women 2007. Ha disputato i Giochi della XXX Olimpiade.